# The First Cut Is the Deepest
The First Cut Is the Deepest (El primer corte, el más profundo en Chile, El primer corte es el más profundo en España y Pemières armes en Francia) es el segundo episodio de la primera temporada de Grey's Anatomy. Escrito por Shonda Rhimes y dirigido por Peter Horton, se estrenó en su versión original en inglés el 3 de abril de 2005 por ABC.

## Sinopsis
Dos internos colocan en riesgo su carrera cuando hacen algo que no deberían. Cuando Meredith visita la sala de maternidad, se da cuenta de que uno de los recién nacidos está pálido y respira con dificultad; después de ver el expediente médico del bebé, cree que puede tener una condición más grave que la dicha por el interno de pediatría. Le menciona la situación a Preston, que opera al bebé, y la regaña por estar fuera de su territorio. Izzie debe ayudar a una china que llegó al hospital con algunos cortes pequeños, como la mujer no habla inglés, Izzie tiene dificultades para comunicarse con ella, así que Izzie la saca del hospital, donde está su hija, mucho más grave. Como la chica no tenía la Green Card (Tarjeta de Residencia Permanente), Izzie teme que sea llevada a una cárcel; toma algunas cosas del hospital, y cura las heridas de ambas.
Debido a su mal carácter, Alex es reasignado a Miranda, lo que ensombrece a Cristina. Tanto ella como Alex deben entregar a sus respectivos pacientes los resultados de las pruebas de laboratorio que se les hicieron, y George se deprime porque han muerto todos sus pacientes. Posteriormente, una víctima de violación es admitida en el Seattle Grace Hospital; en el transcurso de la cirugía, los médicos descubren que la paciente había mordido el pene de su agresor. Desde que Meredith lo identifica, debe vigilarlo hasta que llegue la policía, pues se trata de evidencia. El atacante llega al hospital y es detenido por los oficiales después de haberse recuperado en su cirugía.
Después de hablar con el Dr. Webber, Preston se da cuenta de que tanto a él como a Sheperd se les había prometido el cargo como jefe del hospital una vez que Webber se jubilara.

## Música
- You Wouldn't Like Me, de Tegan and Sara.
- Sister Kate, de The Ditty Bops.
- Live and Learn, de The Cardigans.
- Wait, de Get Set Go.
- Somewhere Only We Know, de  Keane.

## Título
El nombre del episodio proviene de la canción The First Cut Is the Deepest, de Cat Stevens.